# Dicotyles tajacu

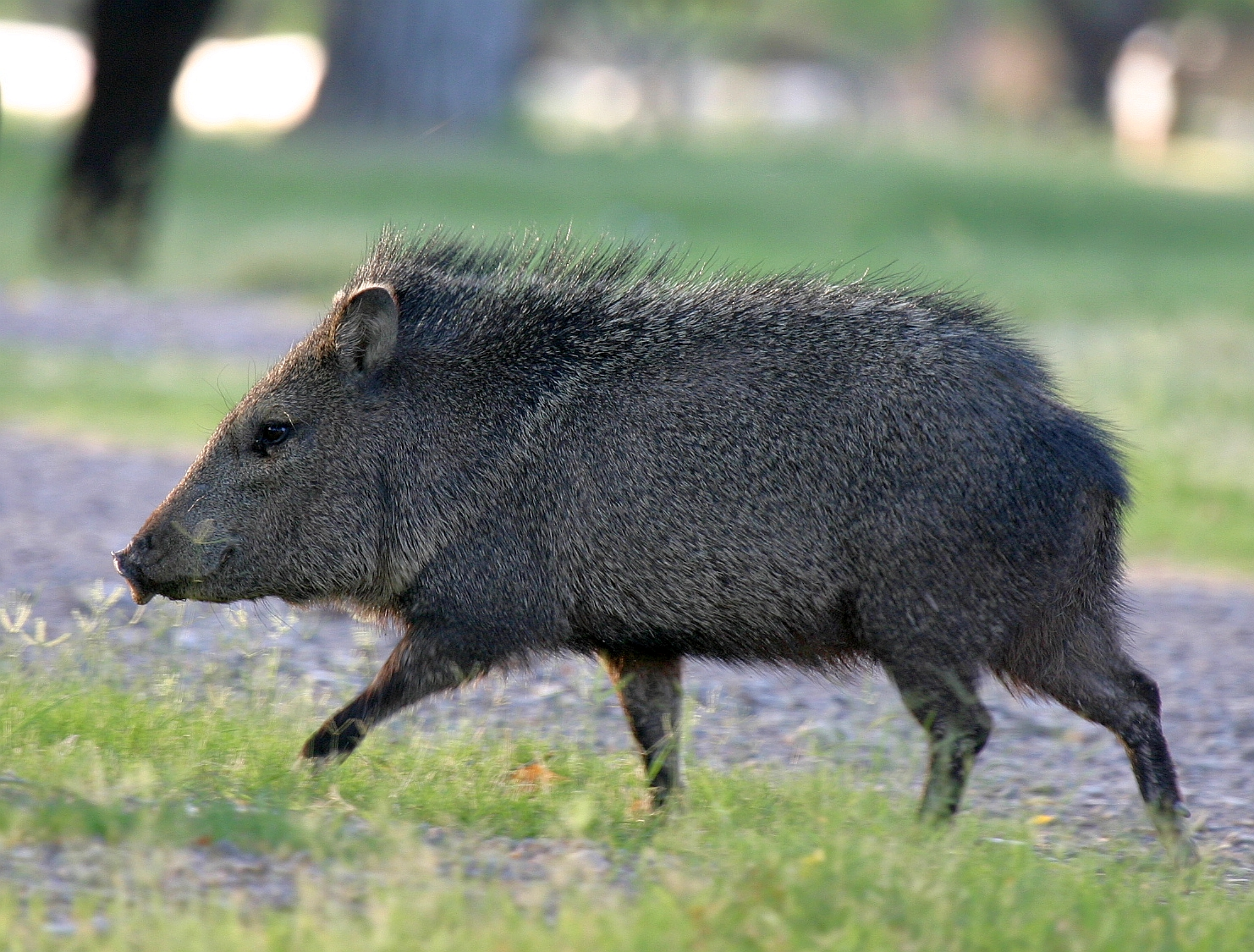
Taitetú.

El pecarí de collar o taitetú (Dicotyles tajacu), es una especie de mamífero de la familia Tayassuidae.  Mide 50 cm en la cruz, de 70 a 110 cm de longitud y de 2 a 5 cm de cola. Posee pelaje de cerdas castaño-negruzcas y una mancha blanca como collar. Secreta un aceite con olor almizclado. Se distribuye desde el sur de Estados Unidos hasta el norte de Argentina. En México, se le encuentra prácticamente en todo el país con excepción de la península de Baja California. Habita en sabanas, montes xerófilos y desérticos, pastizales tropicales y subtropicales, montes bajos, pastizales inundados y bosques de hojas anchas tropicales y subtropicales; hasta los 3000 m s. n. m.

## Descripción
Presenta una altura de medio metro en la cruz y una longitud de 70 a 110 cm y cola de 2 a 5 cm. Se caracteriza por un pelaje de cerdas castaño negruzcas y una mancha blanca que recuerda a un collar en la base del cuello. En el lomo tiene una cavidad glandular de 12 a 1 cm de la que secreta un aceite de olor almizclado.

## Rango y hábitat
El pecarí de collar es una especie ampliamente dispersada desde la América tropical hasta subtropical, desde el sudoeste de Estados Unidos hasta el norte argentino en Sudamérica. La única isla caribeña donde es nativo es la isla Trinidad, aunque se ha introducido esta especie a Cuba.
A pesar de haber sido declarado oficialmente extinto en el territorio de Uruguay hace más de un siglo, en el año 2017 fue llevado a cabo un proyecto de reintroducción de la especie en el departamento de Paysandú que ha tenido resultados positivos.
Habita en los montes xerófilos y desérticos, pastizales tropicales y subtropicales, montes bajos, sabanas y pastizales inundados, bosques de hojas anchas tropicales y subtropicales, como en otros hábitats. También el pecarí de collar se adaptó a vivir con los humanos.[cita requerida]

## Comportamiento
Los pecaríes de collar son animales diurnos que viven en grupos de 1 a 20 miembros, pero en promedio entre 6 a 9 miembros generalmente. Duermen por la noche en madrigueras, o con frecuencia bajo las raíces de los árboles.
Aunque usualmente ignoran la presencia humana, los pecaríes de collar podrían reaccionar si son amenazados, utilizando largos colmillos que se afilan solos cuando abren y cierran su boca. Además, liberan un almizcle muy fuerte si se sienten alarmados.

### Alimentación
Se alimenta de frutos, tubérculos, pastos, invertebrados.

### Reproducción
Pueden reproducirse al año y medio de edad. La gestación dura 138 días y la hembra puede parir generalmente cuatro crías por parto.

## Nombres comunes
Es conocido también como taitetú, coyámel (nahuatlismo de coyámetl), saíno, k´itam, pecarí de collar, jabalina, jabalí de collar, sajino, coche de monte, chancho rosillo, chácharo, báquiro, huangana o kure'i.